# Diaphorus putatus
Diaphorus putatus är en tvåvingeart som beskrevs av Octave Parent 1925. Diaphorus putatus ingår i släktet Diaphorus och familjen styltflugor. Inga underarter finns listade i Catalogue of Life.